# Saison 6 de Nurse Jackie
Chronologie
Saison 5 Saison 7
Cet article présente les douze épisodes de la sixième saison de la série télévisée américaine Nurse Jackie.

## Synopsis
Infirmière au sein des urgences d'un hôpital new-yorkais assez difficile, Jackie a du mal à équilibrer sa vie professionnelle agitée et sa vie personnelle désastreuse. Obstinée et brillante, elle se bat pour affronter les pires cas des plus difficiles. Seulement pour pouvoir supporter physiquement tous ces tracas quotidiens, elle consomme plusieurs médicaments et est notamment dépendante au Vicodin.

## Distribution

### Acteurs principaux
- Edie Falco (VF : Anne Jolivet) : Jackie Peyton, infirmière
- Merritt Wever (VF : Catherine Desplaces) : Zoey Barkow, infirmière stagiaire de Jackie
- Paul Schulze (VF : Pierre-François Pistorio) : Eddie Walzer, pharmacien et amant de Jackie
- Peter Facinelli (VF : Sébastien Desjours) : Dr Fitch « Coop » Cooper, docteur en manque de reconnaissance
- Anna Deavere Smith (VF : Julie Carli) : Mme Gloria Akalitus, chef du personnel
- Dominic Fumusa (VF : Mathieu Buscatto) : Kevin Peyton, mari de Jackie
- Adam Ferrara : l'officier Frank Verelli

### Acteurs récurrents
- Ruby Jerins (en) (VF : Alice Orsat) : Grace Peyton, fille de 15 ans de Jackie
- Mackenzie Aladjem (VF : Jeanne Orsat) : Fiona Peyton, fille de 12 ans de Jackie
- Stephen Wallem (en) (VF : Jérôme Wiggins) : Thor, infirmier
- Bobby Cannavale (VF : Jean-Louis Faure) : Dr. Mike Cruz
- Julie White : Antoinette

## Production
Le 6 juin 2013, la série a été renouvelée pour cette sixième saison.

### Casting
En juin 2013, il est annoncé que l'actrice Eve Best, interprète du Dr Eleanor O'Hara, la meilleure amie de Jackie, ne reprendra pas son rôle dans cette saison et Bobby Cannavale n'apparaîtra que très peu ayant obtenu un rôle pour une autre série.
En août 2013, Adam Ferrara reprendra son rôle de la cinquième saison et a été promu au statut de principal pour cette saison.
En octobre 2013, Julie White a obtenu un rôle récurrent lors de la saison.

### Tournage
Le tournage de cette saison a démarré à l'automne 2013 à New York.

## Liste des épisodes

### Épisode 1:Replonger
- États-Unis : 13 avril 2014 sur Showtime[7]
- France : 23 décembre 2014 sur Canal+ Séries[réf. nécessaire]

- États-Unis : 751 000 téléspectateurs[8] (première diffusion)

### Épisode 2:Vieilles Habitudes
- États-Unis : 20 avril 2014 sur Showtime

- États-Unis : 196 000 téléspectateurs[9] (première diffusion)

### Épisode 3:Crise d'adolescence
- États-Unis : 27 avril 2014 sur Showtime

- États-Unis : 214 000 téléspectateurs[10] (première diffusion)

### Épisode 4:Révélations
- États-Unis : 4 mai 2014 sur Showtime

- États-Unis : 660 000 téléspectateurs[11] (première diffusion)

### Épisode 5:Dos au mur
- États-Unis : 11 mai 2014 sur Showtime

- États-Unis : 404 000 téléspectateurs[12] (première diffusion)

### Épisode 6:Jackie, alias Nancy
- États-Unis : 18 mai 2014 sur Showtime

- États-Unis : 401 000 téléspectateurs[13] (première diffusion)

### Épisode 7:Pleine de volonté
- États-Unis : 25 mai 2014 sur Showtime

- États-Unis : 321 000 téléspectateurs[14] (première diffusion)

### Épisode 8:L'Ouragan
- États-Unis : 1er juin 2014 sur Showtime

- États-Unis : 378 000 téléspectateurs[15] (première diffusion)

### Épisode 9:En mémoire
- États-Unis : 8 juin 2014 sur Showtime

- États-Unis : 369 000 téléspectateurs[16] (première diffusion)

### Épisode 10:Une bonne marraine
- États-Unis : 15 juin 2014 sur Showtime

- États-Unis : 335 000 téléspectateurs[17] (première diffusion)

### Épisode 11:Grande Déception
- États-Unis : 22 juin 2014 sur Showtime

- États-Unis : 402 000 téléspectateurs[18] (première diffusion)

### Épisode 12:Départ précipité
- États-Unis : 29 juin 2014 sur Showtime

- États-Unis : 397 000 téléspectateurs[19] (première diffusion)